# Bartolomeo Masi
Bartolomeo Masi (Florencia, 18 de diciembre de 1480 - ibid., enero de 1531) fue un calderero italiano, autor de una crónica de su tiempo. 

## Vida
Segundo de los quince hijos que Bernardo Masi tuvo de sus dos matrimonios, a los siete años de edad su padre lo inscribió en el gremio de ferreteros y tras un breve tiempo en la escuela lo puso a trabajar con él en su negocio de calderas donde actuó también como contable;  en 1515 el padre le concedió la emancipación y dividió el negocio en una sociedad conjunta con Bartolomeo y su hermano Piero.  
Bartolomeo desempeñó varios cargos administrativos por cuenta del gremio y fue miembro de varias cofradías de Florencia.  En esta ciudad residió durante toda su vida, salvo algunos viajes ocasionales, como el que hizo en 1506 a Loreto en agradecimiento por haberse curado de la sífilis que había contraido el año anterior o el de 1513 a Roma con motivo de la coronación del papa León X. 
Muerto en enero de 1531, fue sepultado en el panteón familiar en la iglesia de Santa Anunciata de Florencia.

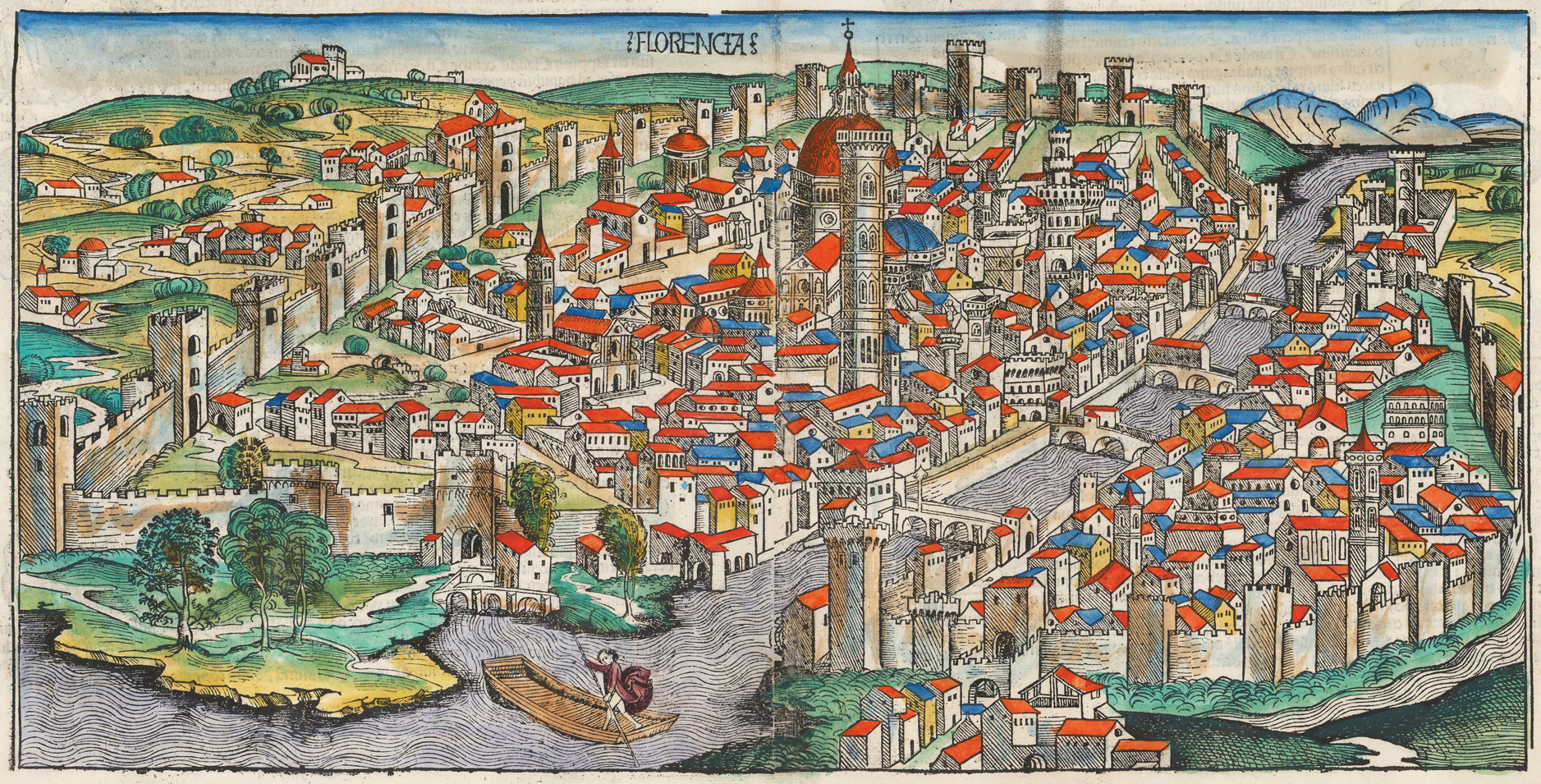
Florencia, en las Crónicas de Núremberg (1493).

## El libro de recuerdos
El primer día de 1511 Masi comenzó la redacción de un "libro de recuerdos", en el que a manera de diario personal, dedicando una breve entrada a cada noticia, fue alternando informaciones sobre su propia familia, sobre la meteorología, la peste, la carestía y precio de los alimentos, las cuentas de su negocio, los bandos oficiales emitidos por las autoridades, las fiestas locales y las celebraciones religiosas, junto con eventos históricos, políticos y militares concernientes especialmente a Florencia, pero también al resto de Italia, vistos desde la óptica de un simple ciudadano.  
Después de una breve introducción sobre sus antepasados, que basada en documentos del archivo comunal exponen la genealogía familiar desde 1363, el diario cubre los últimos años del gobierno de Lorenzo el Magnífico, la expulsión de los hermanos Médici Piero, Giovanni y Giuliano tras la llegada de las tropas de Carlos VIII de Francia durante la guerra italiana de 1494-1498, la predicación y ejecución de Girolamo Savonarola, la celebración del Concilio de Pisa, el ascenso del gonfaloniero Piero Soderini y su caída en 1512 tras el saqueo de Prato, la elección como papas de León X y Clemente VII, la muerte de Lorenzo II de Médici y la de su madre Alfonsina Orsini, y termina con el fallecimiento de Juan de las Bandas Negras en 1526.
Fue editado y publicado en Bolonia en 1906 por Giuseppe Odoardo Corazzini, quien omitió las noticias más irrelevantes y repetitivas sobre la vida personal de Masi para incluir solo las que resultaran «curiosas o útiles para dar luz sobre los usos y costumbres de aquellos tiempos».